# Private Audition
Albums de Heart
Bebe Le Strange
(1980) Passionworks
(1983)
Singles
Private Audition est le sixième album studio du groupe rock américain Heart. Ce fut le dernier album avec le bassiste Steve Fossen et le batteur Michael DeRosier, ils furent remplacés par Mark Andes et Denny Carmassi.

## Liste des Pistes
| No  | Titre              | Crédit(s)                   | Durée |
| --- | ------------------ | --------------------------- | ----- |
| 1.  | City's Burning     | A.Wilson, N.Wilson, S.Ennis | 4:25  |
| 2.  | Bright Light Girl  | A.Wilson, N.Wilson, S.Ennis | 3:22  |
| 3.  | Perfect Stranger   | A.Wilson, S.Ennis           | 3:52  |
| 4.  | Private Audition   | A.Wilson, N.Wilson, S.Ennis | 3:21  |
| 5.  | Angels             | A.Wilson, S.Ennis           | 2:59  |
| 6.  | This Man Is Mine   | A.Wilson, N.Wilson, S.Ennis | 3:02  |
| 7.  | The Situation      | N.Wilson, M.Derosier        | 4:17  |
| 8.  | Hey Darlin' Darlin | A.Wilson, S.Ennis           | 4:00  |
| 9.  | One Word           | N.Wilson                    | 4:32  |
| 10. | Fast Times         | A.Wilson, N.Wilson, S.Ennis | 4:03  |
| 11. | America            | A.Wilson, S.Ennis           | 2:34  |

## Personnel
- Ann Wilson - Chant, chœurs (6), piano (3, 4), flûte (8), basse (11)
- Nancy Wilson - Guitares acoustique (1, 2, 5, 6, 8, 10) et électrique (4, 6, 7, 10), guitare acoustique 6 et 12 cordes (3), guitare pedal steel (9), basse (2, 6), harmonica, piano acoustique (2, 4), piano électrique (5), chant (7, 9), chœurs (6)
- Howard Leese - Guitares acoustique (2, 5, 8) et électrique (1–3, 7, 9, 10), basse sur 7 et 8, orgue Hammond, Moog Basse, batterie électronique Moog (1, 7), synthétiseur (1, 3, 4, 6, 9, 10), cloches (3), clavioline (7), flûte à bec alto (8), cymbales (11), arrangements des cordes et direction de l'orchestre (3, 8, 11), chœurs (4, 5, 7, 8)
- Steve Fossen - Basse (1,3-5,9-11)
- Michael DeRosier - Batterie (1–4, 6–10

## Personnel additionnel
- Lynn Wilson - chant (3, 4, 7, 8), chœurs (6)
- Sue Ennis - piano sur 11